# Rivula curvifera
Rivula curvifera är en fjärilsart som beskrevs av Walker 1862. Rivula curvifera ingår i släktet Rivula och familjen nattflyn. Inga underarter finns listade.